# Suore dimesse figlie di Maria Immacolata
Le Suore dimesse figlie di Maria Immacolata sono un istituto religioso femminile di diritto pontificio: i membri di questa congregazione pospongono al loro nome la sigla F.M.I.

## Storia

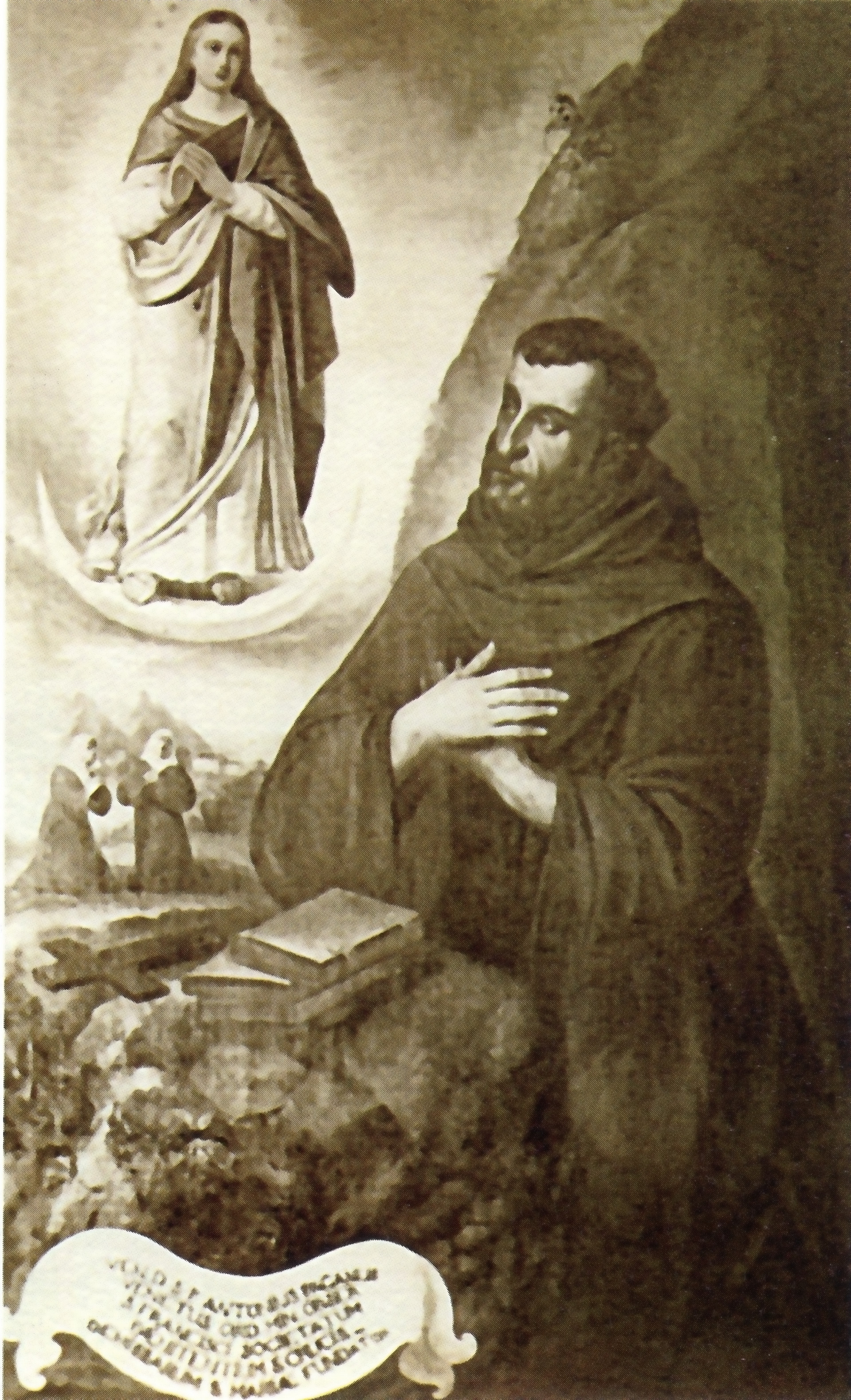
Antonio Pagani, fondatore della congregazione, davanti a Maria Immacolata

La congregazione venne fondata nel 1579 a Vicenza da Antonio Pagani (1526-1589), frate del locale convento dei minori osservanti di San Biagio: nel 1584 il vescovo di Vicenza Michele Priuli approvò la comunità come compagnia delle secolari Dimesse della Madonna.
Le dimesse non emettevano voti solenni ma privati col confessore, conducevano vita comune e ritirata, dedicandosi alla preghiera contemplativa, a opere di carità (visita periodica alle ammalate negli ospedali, accoglienza di giovani donne) e alla catechesi.
Le dimesse si diffusero rapidamente in numerose città della Repubblica di Venezia, ma ogni comunità si mantenne autonoma dalla casa madre: nel 1595 sorse la prima filiale a Murano, poi altre a Thiene, Schio, Feltre, Verona, Bergamo; una particolare importanza per la storia della congregazione ebbero le dimesse di Padova, sorte nel 1615 a opera di Maria Alberghetti, e quelle di Udine, fondate nel 1656 da Nicolosa e Cesarea della Rovere.
Nel 1810, infatti, le case di Udine e Padova erano le uniche a essere sopravvissute alle soppressioni napoleoniche. Le dimesse di Udine il 27 novembre 1901 decisero di abbandonare la loro condizione secolare e di abbracciare la vita religiosa, trasformandosi in congregazione di suore; la stessa forma di vita venne adottata dalle dimesse di Padova l'8 dicembre 1905.
Le dimesse di Udine ricevettero il pontificio decreto di lode il 19 novembre 1956; nel 1966, su auspicio del cardinale Ildebrando Antoniutti, venne celebrato il capitolo che decretò l'unione delle case di Padova e di Udine.
Con l'unione delle due case le Dimesse presero il nome di Suore Dimesse Figlie di Maria Immacolata.

## Attività e diffusione
Le Dimesse si dedicano all'istruzione e all'educazione cristiana della gioventù in scuole e residenze universitarie, alla catechesi, alla gestione di case per ritiri e di spiritualità, al servizio in case di riposo e centri di accoglienza. Si dedicano a opere educative e di promozione sociale anche nei paesi in via di sviluppo.
In origine le dimesse portavano un abito scuro con maniche strette, uno scialle bianco incrociato sul petto e, sul capo, un velo bianco che scendeva sulle spalle; nel XIX secolo lo scialle divenne nero e il velo fu sostituito da una cuffia bianca, orlata da un merletto increspato e allacciata sotto il mento. La divisa fu notevolmente semplificata nel 1965: l'elemento più caratteristico dell'abito delle dimesse è costituito da un cordoncino azzurro al quale è sospeso un crocifisso.
Oltre che in Italia, le suore Dimesse sono presenti in Kenya, Brasile, India e Tanzania; la sede generalizia è a Torreglia, in diocesi di Padova.
Alla fine del 2008 la congregazione contava 356 religiose in 64 case.